# Sambek
Sambek is een bestuurslaag in het regentschap Wonosobo van de provincie Midden-Java, Indonesië. Sambek telt 3799 inwoners (volkstelling 2010).